# Cynk
Cynk (Zn, łac. zincum) – pierwiastek chemiczny, metal przejściowy z grupy cynkowców w układzie okresowym (grupa 12).
Odkryto 30 izotopów cynku z przedziału mas 54–83, z czego trwałe są izotopy 64Zn, 66Zn, 67Zn, 68Zn i 70Zn.
Został odkryty w Indiach lub Chinach przed 1500 rokiem p.n.e. Do Europy wiedza o tym metalu zawędrowała dopiero w XVII wieku.

## Występowanie
W skorupie ziemskiej występuje w ilości 25 ppm (molowo)/79 ppm (wagowo) w postaci minerałów – głównie są to blenda cynkowa i smitsonit.
W Polsce największe złoża rud cynku (wraz z rudami ołowiu) stwierdzona na północy i północnym wschodzie Górnośląskiego Zagłębia Węglowego. Wydobywane są głównie w okolicach Olkusza.

Wydobycie cynku na świecie w 2006 roku

W produktach żywnościowych duże ilości związków cynku znajdują się w ostrygach, chudym mięsie, drobiu i rybach. Dostarczają go również kasze i chleb pełnoziarnisty.

## Otrzymywanie
Cynk na skalę przemysłową otrzymuje się metodą pirometalurgiczną bądź hydrometalurgiczną. Proces pirometalurgiczny polega zazwyczaj na prażeniu spiekającym koncentratów zawierających siarczek cynku, a następnie redukcji otrzymanego w wyniku prażenia tlenku cynku w piecach szybowych specjalnej konstrukcji, wyposażonych w kondensator do szybkiego skraplania powstających par cynku. Dawniej proces ten prowadzono najczęściej w tzw. muflach poziomych. W procesie hydrometalurgicznym koncentrat poddaje się ługowaniu roztworem kwasu siarkowego, otrzymany roztwór siarczanu cynku oczyszcza się i wydziela z niego metaliczny cynk drogą elektrolizy. Następnie okresowo zdziera się cynk z katod, przetapia i odlewa w tzw. gąski.

## Właściwości fizyczne i chemiczne
Cynk metaliczny jest błękitnobiałym, kruchym metalem. Na powietrzu ulega podobnej jak aluminium pasywacji. Cynk jest bardzo reaktywny zarówno w środowisku kwasowym, jak i zasadowym, nie reaguje natomiast z wodą w warunkach obojętnych.

## Związki
ZnO
Szeroko stosowanym związkiem cynku jest jego tlenek ZnO (biel cynkowa), który jest wykorzystywany jako dodatek do farb i lakierów oraz jako wypełniacz i stabilizator gumy i tworzyw sztucznych.
ZnSO4 • 7H2O
Siarczan cynku znajduje zastosowanie w przemyśle włókienniczym, zapałczanym i medycynie oraz jako środek flotacyjny.
ZnS
Siarczek cynku wykorzystuje się do wytwarzania farb.
ZnCl2
Chlorek cynku to środek przeciwgnilny. Stosuje się go impregnowania drewna.

## Cynk-65
Izotop podlegający rozpadowi beta plus, emitując promieniowanie gamma o energii 1,115 MeV, promieniowanie anihilacji (511 keV) i promieniowanie charakterystyczne linii Kα miedzi (8,047 keV). Stosowany w metodzie atomów znaczonych.

## Zastosowanie
Najważniejsze zastosowanie technologiczne cynku to pokrywanie nim blach stalowych (stal ocynkowana), w celu uodpornienia na korozję; jest też składnikiem wielu stopów, np. mosiądzu, tombaku (z miedzią) i znalu (z glinem).
Stosowany jest także w ogniwach elektrycznych Daniella i Leclanchégo.
Dzięki właściwościom przeciwzapalnym i bakteriobójczym związki cynku stosowane są w medycynie i kosmetologii, np. jako składniki środków dermatologicznych.

## Znaczenie biologiczne
Cynk jest jednym z niezbędnych mikroelementów – fakt ten został potwierdzony dopiero w 1957 roku. Jest obecny w centrach aktywnych wielu (około 200) enzymów uczestniczących w różnych procesach, w tym w przemianach metabolicznych. Ponadto wiele czynników transkrypcyjnych, białek regulatorowych i innych typów białek wiążących DNA zawiera tzw. palce cynkowe. W związku z tym cynk ma wpływ na wszystkie podstawowe procesy życiowe. Bierze udział między innymi w mineralizacji kości, gojeniu się ran, wpływa na pracę układu odpornościowego, prawidłowe wydzielanie insuliny przez trzustkę oraz na stężenie witaminy A i cholesterolu. Ma swój udział w regulacji ciśnienia krwi i rytmu serca. Jest też niezbędny przy syntezie związków regulujących wzrost i rozwój roślin. Cynk zwiększa produkcję plemników.
Jego minimalne dzienne spożycie wynosi 5 mg, zalecane 15–20 mg. Wchłanianie z przewodu pokarmowego kształtuje się na poziomie 10–40% i zachodzi głównie w jelicie cienkim. Wchłanianie z pokarmu jest regulowane hormonalnie i zależy od zapotrzebowania (zwiększa się w stanach niedoboru). Białka zwierzęce i kwas cytrynowy ułatwiają absorpcję cynku, natomiast żelazo i miedź utrudniają ją.
Niedobór cynku powoduje niedokrwistość, spowolnienie tempa wzrostu, wady wrodzone, złe gojenie się ran, łuszczycopodobne zmiany skórne, zapalenia skóry i utratę owłosienia, złą tolerancję glukozy, biegunki, utratę apetytu. U dorosłych mogą również wystąpić: kurza ślepota, zmniejszenie odporności, zaburzenia w grasicy i węzłach chłonnych, zaburzenia smaku i węchu (ocenia się, że przyczyną ok. 25% objawów zaburzeń smaku i węchu jest niedobór cynku). Może sprzyjać miażdżycy tętnic, ponieważ zmniejsza odporność komórek na uszkodzenia. U dzieci niedobór cynku sprawia, że są niższe niż rówieśnicy i gorzej się rozwijają umysłowo. Najwyższy wskaźnik niedoboru tego pierwiastka wynoszący 54% odnotowano w Demokratycznej Republice Konga.
Część badań wskazuje, że podawanie cynku może zmniejszać natężenie objawów u dzieci z ADHD mających niedobory tego pierwiastka. Rola suplementacji cynku w tej chorobie nie jest jednak potwierdzona i wymaga dalszych badań.
Niedobór pierwiastka u roślin powoduje chlorozę i karlenie liści.
Cynk działa leczniczo na wrzody żołądka, uporczywe żylaki, reumatyzm, owrzodzenia, trądzik, choroby skórne.
Sole cynku(II) w dużych ilościach są rakotwórcze.
Regularne zażywanie niektórych farmaceutyków, w tym pigułek antykoncepcyjnych, oraz picie alkoholu powoduje obniżenie poziomu cynku w organizmie człowieka.